# Jerzy Kunachowicz
Jerzy Fortunat Kunachowicz (ur. 18 sierpnia 1900 w Radoczy, zm. 1978 w Bedford) – polski inżynier rolnik i wojskowy, żołnierz Legionów Polskich, major Polskich Sił Zbrojnych.

## Życiorys

### Pochodzenie
Urodził się 18 sierpnia 1900 roku jako syn Stanisława Kunachowicza i Heleny z domu Suskiej w Radoczy koło Wadowic. Miał starsze rodzeństwo: Andrzeja, Wiktora, Marię, Zofię, Stanisławę, Kazimierę, a także młodszą siostrę Irenę. Został wychowany „w duchu patriotycznym”.
Jego babka, Helena z Kadłubowskich Kunachowiczowa, była cioteczną wnuczką generała Jana Zygmunta Skrzyneckiego, przywódcy powstania listopadowego. Jego ciotką była Elżbieta z Kunachowiczów Vetulani, zaś jego braćmi ciotecznymi: Zygmunt, Tadeusz i Adam Vetulani.

### W Legionach Polskich
W 1914 roku, jako niespełna piętnastolatek, posługując się przybranym nazwiskiem i zmienioną datą urodzenia, udał się do Krakowa, by wstąpić do Legionów Polskich. Wkrótce potem „został wykryty i odstawiony do domu”. 31 grudnia 1917 zgłosił się w Krakowie do służby w Polskim Korpusie Posiłkowym. Po kwalifikacji przez komisję lekarską został odesłany 2 stycznia 1918 do Stacji Zbornej w Krakowie.
W okresie międzywojennym ukończył studia rolnicze.

### W Polskich Siłach Zbrojnych na Zachodzie
W czasie II wojny światowej był oficerem technicznym Polskich Sił Zbrojnych, służył w 10 Pułku Strzelców Konnych. W stopniu porucznika dowodził plutonem łącznikowym. Następnie awansował na majora. Już po kapitulacji III Rzeszy, samochód, którym jechał, wpadł na minię, a Jerzy Kunachowicz został ranny.
Po wojnie wyemigrował do Wielkiej Brytanii, gdzie udało mu się ściągnąć także żonę i córkę. Zmarł w Bedford w 1978 roku.

### Rodzina
Jego córka Barbara, zamężna Brandshaw, została nauczycielką. Mieszkała i pracowała w Bury St Edmunds.

## Odznaczenia
- Krzyż Walecznych (dwukrotnie)[7]
- Croix de Guerre 1940 avec palme (Belgia)[7]